# Герб Франш-Конте
Герб Франш-Конте — герб регіону на сході Франції, що межує з Німеччиною та Швейцарією. Герб Франш-Конте тотожний гербу графів Бургундських. Із 1982 по 2015 рік він вживався для представлення колишнього регіону Франш-Конте.

## Опис
У синьому полі, що всяне золотими пряокутниками, здиблений коронований золотий лев з червним озброєнням.

## Історія
У 1280 році граф Бургундії Оттон IV змінив політичну орієнтацію і залишив імперський табір, щоб приєднатися до табору гвельфів. Щоб відзначити цю зміну союзу, він прийняв новий герб із зображенням лева - тварини, яку вживали багато прихильників цього союзу. Як геральдичні кольори він використав синій і золотий, що були корльорами королівства Франція. Так він підкреслив свій новий союз з цим королівством, що знайшло відображення в його шлюбній політиці (він одружився з капетинкою Маго д'Артуа, а дві його доньки вийшли заміж за двох синів Філіпа IV Справедливого).
Створення регіону Франш-Конте (а також інші культурні впливи, такі як важливість бренду Peugeot і футбольного клубу "Сошо") сприяли поширенню використання цієї зброї на всій його території, в тому числі в місцях, які не належали до історичного регіону (регіон Монбельярд, Бельфор тощо).
З 2000 року леви подекуди втрачають зображення статевого члена, а розмір їхніх пазурів стає дедалі меншим.
Зі створенням у 2016 році  нового регіону Бургундія-Франш-Конте цей герб більше не використовується в офіційному контексті, але продовжує з'являтися в різних місцях. У 2017 році він був почетвертований з гербом Бургундії, щоб сформувати новий герб Бургундія-Франш-Конте.

Середньовічний герб Франш-Конте (1156-1280)
Герб Франш-Конте з 1280 року
Герб короля Іспанії як пфальцграфа Бургундії